# Condado de Dun Laoghaire-Rathdown
Dún Laoghaire-Rathdown (Em irlandês Dún Laoghaire-Ráth an Dúin) é um condado da República da Irlanda, na província de Leinster, no leste do país. Resultou da subdivisão do Condado de Dublin para fins administrativos, em 1994.
Seus limites são a cidade de Dublin a norte, o Mar da Irlanda a leste, o Condado de Wicklow ao sul e o Condado de South Dublin a oeste.

Dún Laoghaire
Avenida a beira-mar